# Redington Beach
Redington Beach és una població dels Estats Units a l'estat de Florida. Segons el cens del 2000 tenia 1.539 habitants.

## Demografia
Segons el cens del 2000, Redington Beach tenia 1.539 habitants, 724 habitatges, i 464 famílies. La densitat de població era de 1.650,6 habitants/km².
Dels 724 habitatges en un 16,9% hi vivien nens de menys de 18 anys, en un 54,3% hi vivien parelles casades, en un 7,7% dones solteres, i en un 35,9% no eren unitats familiars. En el 26,7% dels habitatges hi vivien persones soles l'11% de les quals corresponia a persones de 65 anys o més que vivien soles. El nombre mitjà de persones vivint en cada habitatge era de 2,13 i el nombre mitjà de persones que vivien en cada família era de 2,54.
Per edats la població es repartia de la següent manera: un 14% tenia menys de 18 anys, un 3,5% entre 18 i 24, un 23,3% entre 25 i 44, un 35,3% de 45 a 60 i un 24% 65 anys o més.
L'edat mediana era de 50 anys. Per cada 100 dones de 18 o més anys hi havia 84,1 homes.
La renda mediana per habitatge era de 54.830 $ i la renda mediana per família de 60.795 $. Els homes tenien una renda mediana de 45.921 $ mentre que les dones 27.500 $. La renda per capita de la població era de 38.265 $. Entorn del 4,1% de les famílies i el 5,7% de la població estaven per davall del llindar de pobresa.

## Poblacions més properes
El següent diagrama mostra les poblacions més properes.